# Torre de les Gunyoles
La Torre de les Gunyoles és un edifici del municipi d'Avinyonet del Penedès (Alt Penedès) declarat bé cultural d'interès nacional.

## Descripció
La Torre de les Gunyoles està situada dins el recinte de la masia can Rialb, a les Gunyoles, on ocupa una part del jardí. És de planta circular i actualment només se'n conserva el cos inferior, amb 9 metres de diàmetre i uns 11 metres d'alçada. L'obra és d'«opus caementicium», morter de calç i pedres desiguals, revestit amb carreus, «opus quadratum», de diferents mides. Presenta un sòcol de 2'10 metres d'alçada que sobresurt uns 0'20 metres de gruix. A l'altura de 7'25 metres, una motllura de 0'30 metres de gruix, en part restaurada, constata l'única ornamentació de la construcció. Els resultats de l'excavació feta el 1967 indicaren la possibilitat que la torre anés coberta per un sostre d'«opus caementicium» de forma cònica, com es troba en altres monuments d'aquest estil.
A continuació s'aixecaria un segon cos de l'edifici, del que encara es conserven, en algun tram, tres filades de blocs que fan de testimoni. Segons tradició oral, aquest segon cos fou desmuntat per reaprofitar els carreus en bastir-se l'església del poble a finals del segle xviii.

## Història
Hom creu que l'origen d'aquesta torre cal situar-lo en època romana. Pel que fa a la seva funció, s'ha dit que es tractava d'una torre de vigilància o, segons altres opinions, d'un monument funerari o sepulcral de tipus turriforme sense domini efectiu sobre el territori i al costat d'una via romana. Pel caràcter massís de la torre (que impedeix la possibilitat d'entrada) i les seves dimensions, s'exclou la possibilitat que funcionés com a torre de defensa o vigilància aïllada. D'altra banda, existeixen molts paral·lels fora de la península Ibèrica (a la Itàlia central), de monuments funeraris romans d'iguals característiques, amb cronologies des del segle I aC al segle I dC. Així doncs, la Torre de les Gunyoles es pot classificar com un monument funerari i de datació incerta que dona el tipus d'aparell «opus quadratum». Segons Albert Balil, es pot situar entre mitjan segle I dC (Neró) i el principat d'Hadrià (primera meitat del segle ii).
Cal fer esment de la reutilització de la torre en època medieval que hauria estat aprofitada com a torre de guaita i de defensa del castell medieval, ni oblidar tampoc la importància d'aquest recinte en el moment que es construí el mas senyorial gòtic i s'utilitzà la torre per sostenir les cobertes dels recintes de transformació dels productes agrícoles.
Pel que fa al lloc de les Gunyoles, s'esmenta per primera vegada l'any 978. L'any 981 el propietari de la fortalesa era Galí, el qual en el seu testament deixà la seva torre i altres béns a la seva muller Ermengarda. Un altre testament que aporta informació sobre Gunyoles és el d'Ermengol Llobató, el qual, en trobar-se ferit al castell de les Gunyoles, el juliol del 1076, va nomenar marmessor i va morir al cap de poc. Al terme de les Gunyoles s'hi establiren en un moment indeterminat del segle xii els templers. D'aquesta manera s'entén que el 1160, Bertran d'Olost i Pere de Turradella, comanadors templers de les Gunyoles, donessin aquest terme, situat en el territori d'Olèrdola, a Joan de Bassa i el seu germà Pere perquè l'edifiquessin i cultivessin. El 1205 la preceptoria dels templers fou traspassada de les Gunyoles al Montmell i el lloc de les Gunyoles passà a mans del prior de l'Hospital que la va integrar en els dominis de la comanda de Sant Valentí de les Cabanyes.
El monument va ser restaurat per la Diputació Provincial de Barcelona. (1967-1968)